# Humberto Maschio
Humberto Dionisio Maschio (Avellaneda, 1933. február 20. – 2024. augusztus 20.) argentin-olasz labdarúgócsatár, edző.

## Pályafutása

### Klubcsapatban
1953-ban a Quilmes, 1954 és 1957 között a Racing Club labdarúgója volt. 1957 és 1966 között Olaszországban játszott. 1957 és 1959 között a Bologna, 1960 és 1962 között az Atalanta, 1962–63-ban az Internazionale, 1963 és 1966 között a Fiorentina játékosa volt. 1966 és 1968 között a Racing Club csapatában fejezte be az aktív játékot.

### A válogatottban
1956–57-ben 13 alkalommal szerepelt az argentin válogatottban és 12 gólt szerzett. 1962-ben két mérkőzésen játszott az olasz válogatott színeiben és részt vett a csapattal az 1962-es chilei világbajnokságon.

### Edzőként
1969-ben az argentin, 1972-ben a Costa Rica-i válogatott szövetségi kapitánya volt.